# Spiel (альбом)
Spiel — дебютный студийный альбом новозеландской инди-рок группы Office Dog. Он был выпущен 26 января 2024 года на лейблах Flying Nun Records и New West Records.

## История
Фронтмен Office Dog Кейн Стрэнг написал большую часть альбома в дороге из Данидина в Окленд, поскольку находился в процессе переезда и переживал «личные потрясения». Собрав группу, в которую также вошли басист Рассани Толоваа и барабанщик Митчелл Иннес, альбом был записан всего за два дня.

## Отзывы
| Совокупная оценка | Совокупная оценка |
| Источник          | Оценка            |
| ----------------- | ----------------- |
| Metacritic        | 80/100            |
| Оценки критиков   |                   |
| Источник          | Оценка            |
| AllMusic          | [ 3 ]             |
| Mojo              | [ 4 ]             |
| Uncut             | [ 5 ]             |

Spiel получил 80 баллов из 100 на агрегаторе рецензий Metacritic на основе четырёх отзывов критиков, что свидетельствует о «в целом благоприятном» приёме. Uncut заявил, что «тройке удаётся провести очень тонкую линию между контролем и хаосом, подавлением и освобождением», а Mojo считает, что «это может быть музыкальной поездкой на американских горках, но это совершенно захватывающе».
Марси Донелсон из AllMusic написала, что группа «создаёт […] звук, который более полно отражает ангстовые, Lo-Fi вдохновения 90-х, с более тяжёлой гитарной палитрой и недовольными текстами», назвав альбом «мрачно-тревожным, но увлекательным». Джон Мур из Glide Magazine резюмировал его как «дюжину возвышенных инди-рок треков, контрастирующих лоу-фай гитарам со спокойным успокаивающим вокалом для загадочно-красивого эффекта».

## Список композиций
| №                   | Название            | Длительность |
| ------------------- | ------------------- | ------------ |
| 1.                  | «Shade»             | 2:51         |
| 2.                  | «Antidote»          | 3:57         |
| 3.                  | «Gleam»             | 2:34         |
| 4.                  | «Warmer»            | 3:44         |
| 5.                  | «Big Air»           | 3:26         |
| 6.                  | «Tightropes»        | 3:02         |
| 7.                  | «In the Red»        | 3:39         |
| 8.                  | «Hand in Hand»      | 2:59         |
| 9.                  | «Cut the Ribbon»    | 3:56         |
| 10.                 | «Teeth»             | 2:20         |
| 11.                 | «The Crater»        | 2:31         |
| 12.                 | «Spiel»             | 5:22         |
| Общая длительность: | Общая длительность: | 40:21        |